# Hjalmar Linder
Hjalmar Constantin Linder, född 27 april 1862 på egendomen Nääs i Hyvinge, Finland, död 2 juni 1921 i Marseille, Frankrike, var en finländsk greve, jurist, kammarherre och storgodsägare. Han bidrog allmänt till södra Finlands och synnerligen till Lojos industrialisering vid sekelskiftet 1900.

## Ungdomstiden
Hjalmar Linder var son till ministerstatssekreteraren Constantin Linder och den till hälften ryska adelsdamen Marie Mussin-Pushkin och tillbringade barndomen på Nääs. År 1880 reste Hjalmar Linder till Sankt Petersburg för att studera lagrätt och arbetade där även som tjänsteman med finländska statsfrågor. I den ryska huvudstaden kom Linder att hamna i skuld i hasardspel, men hans fars kusin Fridolf Linder, som var innehavare av Svartå slott kom till undsättning och löste ut brorsonen från dennes skulder. Deras relationer var så goda att när ogifte Fridolf Linder dog så kom Hjalmar Linder att ärva all kvarlåtenskap. 
Linder gifte sig med Sophie Mannerheim 1896. Den barnlösa förbindelsen bröts dock redan 1899. Sophie Mannerheim åkte efter skilsmässan till England och Hjalmar Linder kom aldrig att gifta om sig.
På 1890-talet köpte Linder Laxpojo gård i Lojo av sin kusin, och fick dessutom Vanjärvi herrgård i Vichtis som släkten ägde. År 1907 köpte Linder egendomen Nääs av sin far.

## Industrimagnaten
Linder grundade 1906 en sulfatcellulosafabrik i Lojo, idag Loparex pappersbruk. Som arbetsgivare var han ett föredöme och införde 8-timmarsdagen och erbjöd sina anställda gratis läkarvård samt betalade sjukpenning långt före lagen påbjöd detta. År 1907 byggde Linder en elektrisk järnväg mellan sin fabrik och Lojo station och färdigställde samma år en smalspårig järnväg mellan Nääs och Hyvinge, som 1911 fick sin slutstation i Högfors. År 1917 ägde Linder fabriken i Lojo, herrgårdarna i Svartå och Nääs, två träsliperier, Högfors fabriker, Rautakoskis bruk, samt ett stort antal sågverk. Enligt egna uppgifter hade Linder under denna tid 5 000 arbetstagare och 64 000 hektar land. Till Svartå byggde han sig en tredje privatägd järnväg, dess spårvidd var 60 cm.
Linder skaffade sig en av Finlands första bilar, antagligen 1901, och på 1910-talet hade han ett stort antal bilar, bland andra en Rolls-Royce Silver Ghost. Linder reste mycket utomlands och ordnade under i Finland stora jaktutfärder och fester, till vars begivenheter maten och drycken beställdes från Paris och Sankt Petersburg. I samband med sin 50-årsdag förde han sitt kalassällskap till Kaukasus med tåg.

## Inbördeskriget och landsflykten

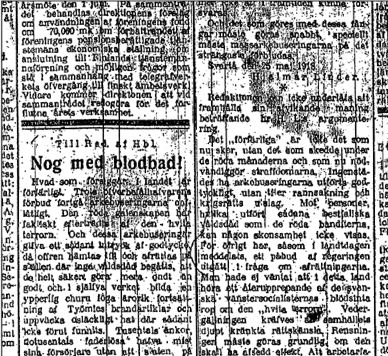
Hjalmar skrev en artikel i Hufvudsttadsbladet där han kritiserade fånglägren.

Inbördeskriget i Finland 1918 gjorde att han flydde utomlands och vid återkomsten förfasades han över behandlingen av de röda krigsfångarna, bland annat efter ett besök på arbetslägret på Sveaborg skrev han en artikel i Hufvudstadsbladet där han kritiserade den rådande politiken. Denna officiella protest resulterade att han stämplades som landsförrädare och fick motta flera dödshot. Det blev omöjligt för honom att stanna kvar i Finland och han sålde allt han ägde och flyttade till Sverige, där han köpte Hjularöds slott i Skåne. I Sverige hamnade han dock snart i ekonomiska svårigheter, då skattemyndigheterna började utmäta obetalda skatter, vilket resulterade att han fick sälja sitt skånska slott med stor förlust 1920. Dock hann Linder donera stora summor till välgörenhet åt behövande och skänka stora konstskatter till bland andra Finska Konstföreningen, Nationalmuseum i Stockholm, samt inrätta en professur i konsthistoria vid Helsingfors universitet. Sista åren bodde han i Frankrike och Algeriet, där han hade en villa. Dock jagade även de franska myndigheterna honom och i slutet av maj 1921 lade de beslag på hans resgods i Marseille. Linder tog sitt liv på ett hotellrum den 2 juni 1921.
Han är begravd på Sandudds begravningsplats i Helsingfors.

## Eftermälet
I Lojo avtäcktes ett minnesmärke över Hjalmar Linder i maj 2006 och en låg- och mellanstadieskola i samma stad bär hans namn. Pjäsen Den siste patronen som ställdes upp på sommarteatern vid Svartå slott år 2018 (på finska) och 2019 (på svenska) handlar om Hjalmar Linders händelserika liv.